# Serge Sauvion
Serge Sauvion est un acteur français né le 18 février 1929 dans le 8e arrondissement de Paris et mort le 13 février 2010 à Asnières-sur-Seine. Il est célèbre auprès du grand public français pour avoir doublé Peter Falk dans la série Columbo.

## Biographie
Malgré une filmographie importante, il est principalement connu pour avoir doublé Peter Falk, notamment dans la version française de la série policière Columbo. Il a également prêté sa voix entre autres à Jack Nicholson, Richard Burton, Montgomery Clift, Marcello Mastroianni, Charles Bronson, Burt Reynolds, Burt Young et Sidney Poitier. Quasiment absent des studios, Serge Sauvion ne faisait plus, depuis plusieurs années, que quelques furtives apparitions, son « grand rôle » restant la voix du lieutenant Columbo.
Sur Europe 1, il anime entre 1988 et 1995 l'émission Crime Story, les rendez-vous d'Alfred Hitchcock racontés par Serge Sauvion, réalisée par Frédéric Lévy.
Il meurt le 13 février 2010 à Asnières-sur-Seine. Ses obsèques se déroulent à l'église Saint-Roch de Paris le 19 février, puis il est enterré dans l'ancien cimetière communal.

### Vie privée
De son premier mariage avec la chef monteuse Corinne Dessane, Serge Sauvion a eu quatre enfants : Patrick, Frank, Catherine et Sylka Sauvion. La journaliste Marie Sauvion est le fruit de son second mariage. La comédienne Marilys Morvan fut sa troisième et dernière épouse.

## Théâtre
- 1954 : La Condition humaine d'André Malraux, mise en scène Marcelle Tassencourt, théâtre Hébertot
- 1955 : Gaspar Diaz de Dominique Vincent, mise en scène Claude Régy, théâtre Hébertot
- 1957 : Les Pas perdus de Pierre Gascar, mise en scène Jacques Mauclair, théâtre Fontaine
- 1963 : Six hommes en question de Frédéric Dard et Robert Hossein, mise en scène Robert Hossein, théâtre Antoine
- 1972 : Mesure pour mesure de William Shakespeare, mise en scène Jaromir Knittl, festival du Marais
- 1976 : Une aspirine pour deux de Woody Allen, mise en scène Francis Perrin, théâtre du Gymnase
- 1995 : Angélique, Marquise des anges d'après Anne et Serge Golon, mise en scène Robert Hossein, palais des sports de Paris

## Filmographie

### Cinéma
- 1951 : Autant en emporte le gang de Jacques Moisy et Michel Gast
- 1954 : La Reine Margot de Jean Dréville : le garde de la chapelle
- 1955 : Si Paris nous était conté de Sacha Guitry
- 1956 : Les salauds vont en enfer de Robert Hossein
- 1958 : Ce corps tant désiré de Luis Saslavsky
- 1958 : La Moucharde de Guy Lefranc
- 1959 : Merci Natercia de Pierre Kast
- 1959 : Vers l'extase de René Wheeler
- 1960 : Les Mauvais Coups de François Leterrier
- 1960 : En votre âme et conscience de Roger Saltel : Richard Lambach
- 1960 : La mort n'est pas à vendre d'André Desreumeaux
- 1961 : En votre âme et conscience ou Jugez-les bien
- 1961 : Le Dernier Quart d'heure de Roger Saltel
- 1962 : La Loi des hommes de Charles Gérard
- 1963 : Trois de perdues (Tre piger i Paris) de Gabriel Axel
- 1966 : Ne nous fâchons pas de Georges Lautner : le commissaire
- 1967 : Un homme de trop de Costa-Gavras
- 1967 : Le Pacha de Georges Lautner : l'inspecteur René
- 1970 : Le Cœur fou de Jean-Gabriel Albicocco
- 1970 : Comptes à rebours de Roger Pigaut : Jebel
- 1970 : La Liberté en croupe d'Édouard Molinaro
- 1971 : Les Assassins de l'ordre de Marcel Carné
- 1972 : Franz de Jacques Brel : Serge
- 1973 : Charlie et ses deux nénettes de Joël Séria : Charlie
- 1978 : L'Amant de poche de Bernard Queysanne : le père
- 1981 : Fifty-Fifty de Pascal Vidal : le second directeur sportif
- 1981 : Une affaire d'hommes de Nicolas Ribowski
- 1982 : L'Été de nos quinze ans de Marcel Jullian
- 1984 : Glamour de François Merlet
- 1990 : La Valse des pigeons de Michaël Perrotta
- 1994 : Lumière noire de Med Hondo
- 1995 : La Toile de Siegfried Debrebant (court-métrage)

### Télévision

#### Téléfilms
- 1959 : Meurtre au ralenti de Jean-Paul Carrère
- 1962 : Les Trois Henry d'Abder Isker
- 1966 : Lazare Le Pâtre de Jean-Marie Coldefy, d'après la pièce de Joseph Bouchardy : Battista
- 1967 : Adieu la raille! de Jacques Lefebvre, d'après le roman-éponyme de Jean Rambaud
- 1978 : Au théâtre ce soir : La Crécelle de Charles Dyer, mise en scène Michel Fagadau, réalisation Pierre Sabbagh, théâtre Marigny
- 1980 : Cinéma 16 : Irène et sa folie de Bernard Queysanne
- 1982 : Le Secret de andrônes de Sam Itzkovitch : Viaud
- 1984 : Le Pantin immobile de Michel Guillet
- 1984 : Hélas, Alice est lasse ! de Bernard Queysanne
- 1984 : Mademoiselle B. de Bernard Queysanne
- 1989 : Un flic de trop de Bernard Gilliet-Ladoze
- 1995 : Entre ces mains-là d'Arnaud Sélignac : Foulquie
- 1996 : Les Anneaux de la gloire de Jean-Luc Miesch : Demetrius Bikelas

#### Séries télévisées
- 1961 : Les Cinq Dernières Minutes, épisode L'Avoine et l'Oseille de Claude Loursais : Maurice Chevillon
- 1962 : L'inspecteur Leclerc enquête, épisode Un mort sans portefeuille de Yannick Andreï
- 1962 : Les Cinq Dernières Minutes épisode 26 : La Mort d'un casseur de Guy Lessertisseur : René Durtol
- 1964 : L'Abonné de la ligne U de Yannick Andreï
- 1965 : Foncouverte de Robert Guez : Pétrus
- 1965 : Le train bleu s'arrête 13 fois, épisode Marseille, choc en retour de Michel Drach
- 1967 : Allô Police : Parent (épisode 21 : 'L'Homme en pyjama')
- 1967 : Les Cinq Dernières Minutes : La Mort masquée de Guy Lessertisseur : Alain
- 1968 : Les Cinq Dernières Minutes, épisode Les Enfants du faubourg de Claude Loursais : Raymond Vouziers
- 1974 : Aux frontières du possible  : épisode : Alerte au Minotaure de Victor Vicas : Juan
- 1978 : Les Cinq Dernières Minutes épisode Régis de Guy Lessertisseur : le mangeur
- 1979 : Les 400 Coups de Virginie de Bernard Queysanne : Émile Piais, le concierge
- 1979 : Julien Fontanes, Magistrat épisode Le cou du taureau de Guy-André Lefranc : René Leych
- 1981 : Pause café de Serge Leroy : le père de Trapèze
- 1981 : Messieurs les jurés, épisode L'Affaire Romette de Gérard Gozlan : René Romette, l'accusé
- 1981 : Julien Fontanes, magistrat (série télévisée, épisode La dixième plaie d'Égypte de Patrick Jamain
- 1982 : Les Cinq Dernières Minutes de Gérard Gozlan, épisode : Dynamite et compagnie
- 1983 : Les Nouvelles Brigades du Tigre de Victor Vicas, épisode La Grande Duchesse Tatiana de Victor Vicas : Desvignes
- 1985 : Maguy : épisode 45 : Fou et usage de fou. → l'inspecteur Columbi avec Jacky du club do'
- 1985 : Châteauvallon de Serge Friedman, Paul Planchon et Emmanuel Fonlladosa
- 1990 : Commissaire Moulin, épisode Bras d'honneur d'Yves Rénier
- 1991 : Commissaire Moulin, épisode L'Ours vert d'Yves Rénier : le professeur Bénazet
- 1991 : Navarro, épisode Dans les cordes de Patrick Jamain
- 2000 : Avocats et Associés, épisode Les tensions durent de Denis Amar

## Doublage

### Cinéma

#### Films
- Burt Reynolds dans :
  - L'Espionne des Ardennes (1961) : Skee
  - Délivrance (1972) : Lewis Medlock
  - Plein la gueule (1974) : Paul Crewe
  - La Cité des dangers (1975) : le lieutenant Phil Gaines
  - Gator (1976) : Gator McKlusky
  - Cours après moi shérif (1977) : Bandit
  - La Fureur du danger (1978) : Sonny Hooper
  - Le lion sort ses griffes (1980) : Jack Rhodes
  - Tu fais pas le poids, shérif ! (1980) : Bandit (1er doublage)
  - Les Meilleurs Amis (1982) : Richard Babson
  - Haut les flingues ! (1984) : Mike Murphy
  - Le Justicier de Miami (1985) : Stick
  - Banco (1986) : Mex
  - Assistance à femme en danger (1987) : Tony Church

- Peter Falk dans :
  - Une femme sous influence (1974) : Nick Longhetti
  - Un cadavre au dessert (1976) : Sam Diamond
  - Le Privé de ces dames (1978) : Lou Peckinpaugh
  - Têtes vides cherchent coffres pleins (1978) : Tony Pino
  - Ne tirez pas sur le dentiste (1979) : Vince Ricardo
  - Deux filles au tapis (1981) : Harry Sears
  - La Grande Aventure des Muppets (1981)[3] : le receleur du parc
  - Big Trouble (1986) : Steve Rickey
  - Les ailes du désir (1987) : Lui-même
  - Enquête en tête (1988) : Harry Buscafusco
  - Cookie (1989) : Dominick "Dino" Capisco
  - Tante Julia et le Scribouillard (1990) : Pedro Carmichael
  - Lakeboat (2000) : l'homme de la jetée
  - Next (2007) : Irv

- Burt Young dans :
  - Tueur d'élite (1975) : Mac
  - Rocky (1976) : Paulie Pennino
  - Rocky II : La Revanche (1979) : Paulie Pennino
  - Rocky III : L'Œil du tigre (1982) : Paulie Pennino
  - Il était une fois en Amérique (1984) : Joe (1er doublage)
  - Rocky IV (1985) : Paulie Pennino
  - Rocky V (1990) : Paulie Pennino
  - Grand Nord (1996) : Reno
  - Rocky Balboa (2006) : Paulie Pennino

- Frank Finlay dans :
  - Cromwell (1970) : John Carter
  - Les Trois Mousquetaires (1973) : Porthos
  - On l'appelait Milady (1974) : Porthos
  - Les Oies sauvages (1978) : Fr. Geoghafen

- Klaus Kinski dans :
  - Kali Yug, déesse de la vengeance (1963) : Saddhu
  - Le Mystère du temple hindou (1963) : Saddhu
  - Et pour quelques dollars de plus (1965) : Wild (le Bossu)

- Stacy Keach dans :
  - Le Lac Ontario (1996) : le gouverneur général français
  - American History X (1998) : Cameron Alexander
  - J'emporterais ton âme (2000) : Mr. Hill

- Gordon Mitchell dans :
  - Maciste contre le Cyclope (1961) : Maciste
  - Jules César contre les pirates (1962)[4] : Hamar

- Charles Bronson dans :
  - Quatre du Texas (1963) : Matson
  - Le Flingueur (1972) : Arthur Bishop

- Oliver Reed dans :
  - La Malédiction des Whateley (1967) : Ethan
  - Oliver ! (1968) : Bill Sikes

- Sidney Poitier dans :
  - Les Anges aux poings serrés (1967) : Mark Thackeray
  - Buck et son complice (1972) : Buck

- Jim Brown dans :
  - El Condor (1970) : Luke
  - L'Exécuteur noir (1973) : Slaughter

- Felton Perry dans :
  - Magnum Force (1973) : l'inspecteur Early Smith
  - La Tour infernale (1974) : le pompier Scott (1er doublage)

- Cameron Mitchell dans :
  - L'Homme du clan (1974) : Butt Cutt Cates
  - L'Inévitable Catastrophe (1978) : le général Thompson

- Mel Brooks dans :
  - Le shérif est en prison (1974) : le gouverneur William J. Lepetomane / le chef indien
  - Les Muppets, le film (1979) : Pr Max Krassman

- Kris Kristofferson dans :
  - Une étoile est née (1976) : John Norman Howard
  - Une femme d'affaires (1981) : Hubbell Smith

- Dan Vadis dans :
  - L'Épreuve de force (1977) : un motard
  - Bronco Billy (1980) : chef Big Eagle

- James Earl Jones dans :
  - L'Exorciste 2 : L'Hérétique (1977) : Kokumo adulte (1er doublage)
  - Click : Télécommandez votre vie (2006) : le narrateur

- Danny Aiello dans :
  - La Rose pourpre du Caire (1985) : Monk
  - Les Nuits de Harlem (1989) : l'inspecteur Phil Cantone

- William Smith dans :
  - Le shérif ne pardonne pas (1973) : Gamin (Schoolboy en VO)
  - Ça va cogner (1980) : Jack Wilson

Mais aussi :
- 1941[5] : Billy the Kid le réfractaire : Jim Sherwood (Brian Donlevy)
- 1949 : Le Défi de Lassie : James Brown (Alan Webb)
- 1951 : Une corde pour te pendre : Lou Gray (Ray Teal)
- 1953[6] : Le Sorcier du Rio Grande : Jim l'aiglon (Pat Hogan)
- 1953 : L'Équipée sauvage : Gringo (Keith Clarke)
- 1954[7] : Romance inachevée : Si Schribman (George Tobias)
- 1954 : La poursuite dura sept jours : Gottschalk (Harvey Lembeck)
- 1956 : La Caravane des hommes traqués : Kincaid (Jack Lambert)
- 1956 : L'Homme de San Carlos : Taglito (Tommy Rall)
- 1958 : Le Trésor du pendu : Wexler (DeForest Kelley)
- 1958 : L'Homme de l'Ouest : Coaley (Jack Lord)
- 1958 : Le Gaucher : Bell (Paul Smith)
- 1958 : Trois bébés sur les bras : un reporter[Qui ?]
- 1958 : Le Pirate de l'épervier noir : Ettore (Raf Baldassarre)
- 1958 : L'Ennemi silencieux : Fraser (Nigel Stock)
- 1958 : La Chaîne : Lou Gans (Whit Bissell)
- 1958 : La Forêt interdite : le maraudeur « Chevelu » (Pat Henning)
- 1959 : La Chevauchée des bannis : Dan (Nehemiah Persoff)
- 1959 : La Chevauchée de la vengeance : Sam Boone (Pernell Roberts) (1er doublage)
- 1959 : Certains l'aiment chaud : Johnny Paradise (Edward G. Robinson Jr.)
- 1959 : Le Courrier de l'or : Mace (Michael Pate)
- 1959 : Rio Bravo : Nathan Burdette (John Russell)
- 1959 : Le Géant du Grand Nord : Gordon Douglas (Claude Akins)
- 1959 : L'Aventurier du Rio Grande : Barton (Chuck Roberson)
- 1959 : Le Coup de l'escalier : Moriarty (Lew Gallo)
- 1959 : La police fédérale enquête : l'instructeur du stand de tir[Qui ?]
- 1959 : La Gloire et la Peur : le lieutenant Cook (Leonard Graves)
- 1959 : La Colline des potences : le docteur George Grubb (George C. Scott)
- 1959 : Autopsie d'un meurtre : le réceptionniste de l'auberge de Thunder Bay[Qui ?]
- 1960 : L'Inconnu de Las Vegas : « Tony » Bergdorf (Richard Conte)
- 1960 : La Chute d'un caïd : Eddie Diamond (Warren Oates)
- 1960 : La Rançon de la peur : Jeb Lucas Tyler (Ray Stricklyn)
- 1960 : Pollyanna : George Dodds (James Drury)
- 1960 : Le Diable dans la peau : Grover (Steve Gravers)
- 1960 : Les Pirates de la côte : le chef canonnier (Franco Jamonte)
- 1960 : L'Homme à la peau de serpent : un malabar[Qui ?]
- 1960 : Rocco et ses frères : Ivo (Corrado Pani)
- 1960 : David et Goliath : David (Ivo Payer)
- 1961 : Les Mongols : Igor, le chef des partisans serbes (Pierre Cressoy)
- 1961 : Le Glaive du conquérant : Ulderich (Ivan Palance)
- 1961 : Hercule à la conquête de l'Atlantide : le lépreux (Gabrielle Tinti)
- 1961 : Les Canons de Navarone : “« Butcher » Brown (Stanley Baker)
- 1961 : Amour sauvage : Hank Tyler (Red West)
- 1961 : Le Dernier des Vikings : Gunthar (George Ardisson)
- 1961 : Scotland Yard contre X : l'homme interrogeant Jeanne, la prostituée (Paul Stassino)
- 1961 : Les Pirates de la nuit : le sergent (James Liggat)
- 1961 : Ville sans pitié : le caporal Birdwell "Birdy" Scott (Richard Jaeckel)
- 1962 : James Bond 007 contre Dr No : Jones (Reginald Carter)
- 1962 : Le jour le plus long : Général Walter B. Smith (Alexander Knox)
- 1962 : Le Requin harponne Scotland Yard : Roger Lane (Jan Hendriks)
- 1962 : Un direct au cœur : le boxeur guitariste (David Cadiente)
- 1963 : Un dimanche à New York : Adam Tyler (Cliff Robertson)
- 1963 : L'Étrange Mort de Miss Gray : Sergent Saunders (Ronald Fraser)
- 1963 : Patrouilleur 109 : Edgar E. Mauer (Biff Elliot)
- 1963 : Mercredi soir, 9 heures... : Leonard Ashley (Richard Conte)
- 1963 : La Revanche du Sicilien : Kromlein (Steve Peck)
- 1963 : Irma la Douce : Hippolyte (Bruce Yarnell (en))
- 1964 : Les Ambitieux : Nevada Smith (Alan Ladd)
- 1964 : La Chute de l'Empire romain : le tribun Victorinus (George Murcell)
- 1964 : L'Invasion secrète : Jean Saval (William Campbell)
- 1964 : Le Justicier du Minnesota : Fox (Georges Rivière)
- 1964 : Le Mercenaire de minuit : Crane Adams (Clifford David)
- 1966 : Arabesque : Yussef Kassim (Kieron Moore)
- 1966 : Le Bon, la Brute et le Truand : Pardue, le propriétaire de l'hôtel (Jesús Gúzman)
- 1966 : Voyage à deux : Mark Wallace (Albert Finney)
- 1966 : Navajo Joe : Jeffrey Duncan (Lucio Rosato)
- 1966 : L'Espion : James Bower (Montgomery Clift)
- 1966 : Quelques dollars pour Django : Sam Lister (Thomas Moore)
- 1966 : Texas Adios : Juan (Remo de Angelis) et le chasseur de primes (Mario Novelli)
- 1966 : Trois Cavaliers pour Fort Yuma : un homme de main (Guglielmo Spoletini)
- 1966 : Les Centurions : un habitant du village natal de Raspeguy[Qui ?]
- 1966 : Gros coup à Dodge City : Sparrow, le cocher (Noah Keen)
- 1966 : Le Temps du massacre : Jeffrey Corbett (George Hilton)
- 1967 : Hombre : le caporal (Larry Ward)
- 1967 : Luke la main froide : Koko (Lou Antonio)
- 1967 : Dans la chaleur de la nuit : Purdy (James Patterson)
- 1967 : T'as le bonjour de Trinita : Django, le fossoyeur nomade (Enzo Di Natale)
- 1967 : Le Temps des vautours : Manuel Vasquez (Claudio Camaso)
- 1967 : Je vais, je tire et je reviens : un homme de Monetero (Guglielmo Spoletini)
- 1967 : Violence à Jericho : Weaver, l'acolyte de Purley (Med Flory)
- 1967 : Le Shérif aux poings nus : Cal Wayne (Bobby Darin)
- 1967 : Le Ranch de l'injustice : Bratsch (Don Stroud)
- 1967 : La Mégère apprivoisée : Tranio (Alfred Lynch)
- 1967 : Le Crédo de la violence : Danny Carmody (Jeremy Slate)
- 1967 : La Comtesse de Hong Kong : un marin (Ronald Rubin)
- 1967 : Les Trois Fantastiques Supermen : Sarkis (Giuseppe Mattei)
- 1967 : Trois milliards d'un coup : Bob l'informateur (Mike Pratt)
- 1968 : L'Homme sauvage : Shelby, le cocher de la diligence (Boyd 'Red' Morgan)
- 1968 : Il était une fois dans l'Ouest : le barman du Trading Post (Lionel Stander)
- 1968 : Bullitt de Peter Yates : le docteur Willard (Georg Stanford Brown)
- 1968 : Les Feux de l'enfer : Zamora (Rudy Diaz)
- 1968 : Duffy, le renard de Tanger : J. Duffy (James Coburn)
- 1968 : Les Bérets verts : Hugh Parkinson (Cliff Lyons)
- 1968 : Pancho Villa : Pancho Villa (Yul Brynner)
- 1968 : L'Enfer de la guerre : Rodolfo (Ivano Staccioli)
- 1968 : Django, prépare ton cercueil ! : un homme de Lucas[Qui ?]
- 1968 : Le Sergent : Aldous Brown (Philip Roye)
- 1968 : Saludos hombre : Manuel « Cuchillo » Sanchez (Tomás Milián)
- 1968 : Aujourd'hui ma peau, demain la tienne : Moses Lang (Antonio Sabàto)
- 1968 : Un détective à la dynamite : Sean Magruder (Ralph Waite)
- 1968 : Le Salaire de la haine : Gary Stevens (George Eastman)
- 1968 : Rome comme Chicago : Angelo Scotese (Guido Lollobrigida)
- 1969 : L'Or de MacKenna : le sergent Tibbs (Telly Savalas)
- 1969 : Willie Boy : Willie Boy (Robert Blake)
- 1969 : La Haine des desperados : Parson Josiah Galt (Jack Palance)
- 1969 : Prends l'oseille et tire-toi : un taulard[Qui ?]
- 1969 : La Mutinerie : le sergent Grossman (Gerald S. O'Loughlin)
- 1969 : Sept hommes pour Tobrouk : le capitaine Curd Heinz (Robert Hossein)
- 1969 : Un homme fait la loi : Buckshot (Jimmy Murphy)
- 1969 : La Bataille de la Neretva : le colonel Kranzer (Hardy Krüger)
- 1969 : Reivers : Ned McCaslin (Rupert Crosse)
- 1969 : Pendulum, la Nuit sans témoin : Jack Barnes (Richard Guizon)
- 1970 : Le Messager : Ted Burgess (Alan Bates)
- 1970 : Un nommé Cable Hogue : Taggart (L. Q. Jones)
- 1970 : Charro : Gunner (James Sikking)
- 1970 : Traître sur commande : Dan Dougherty (Anthony Zerbe)
- 1970 : Monte Walsh : Shorty Austin (Mitch Ryan)
- 1970 : On n'achète pas le silence : Sonny Boy Mosby (Yaphet Kotto)
- 1970 : Ya, ya, mon général ! : Lincoln (Willie Davis)
- 1970 : L'Indien : un ouvrier[Qui ?]
- 1971 : Le Convoi sauvage : Ferris (Norman Rossington)
- 1971 : L'Inspecteur Harry : le sergent Reineke (Craig Kelly) et le noir battant Scorpio (Raymond Johnson)
- 1971 : Terreur aveugle : Tom (Michael Elphick)
- 1971 : Priez les morts, tuez les vivants : Skelton (Goffredo Unger)
- 1971 : Dollars : Candy Man (Arthur Brauss)
- 1971 : Le Mystère Andromède : le lieutenant Shawn (Mark Jenkins)
- 1971 : Un homme à respecter : le policier du central au téléphone[Qui ?]
- 1972 : Les Cowboys : Jebediah Lightlinger (Roscoe Lee Browne)
- 1972 : Guet-apens : le propriétaire de la quincaillerie (A.L. Camp)
- 1972 : Tombe les filles et tais-toi : voyou #1 (Michael Greene)
- 1972 : La Fureur du dragon : le voyou noir[Qui ?] (1er doublage)
- 1972 : La Poursuite sauvage : Job (Woody Strode)
- 1972 : Fureur apache : le caporal (John Pearce)
- 1972 : Le Joueur de flûte : Mattio (Keith Buckley)
- 1972 : L'Apache : le sergent (Don Wilbanks)
- 1972 : Under Milk Wood : le 1er homme (Richard Burton)
- 1972 : Madame Sin : Maclcolm De Vere (Denholm Elliott)
- 1972 : Far West Story : Aparicito (Franco Giacobini)
- 1972 : Gunn la gâchette : Jimpy (Rick Ferrell)
- 1973 : Mon nom est Personne : le leader de la Wild Bunch (Geoffrey Lewis)
- 1973 : Les Cordes de la potence : Negro (Vance Davis) et l'épicier Campbell (Ralph Volkie)
- 1973 : Opération Dragon : un flic de Los Angeles (William Keller)
- 1973 : Amarcord : le chef fasciste (Ferrucio Brembilla) et l'homme au collier de barbe[Qui ?]
- 1973 : Duel dans la poussière : Perry Williams (Ben Zeller)
- 1973 : Complot à Dallas : George (Dick Miller)
- 1973 : Les Grands Fusils : Luca Dennino (Giancarlo Sbragia)
- 1973 : Le Témoin à abattre : le journaliste (Enzo G. Castellari)
- 1973 : Le Voleur qui vient dîner : Rivera (George Morfogen)
- 1973 : Les Granges brûlées : l'hôtelier (Renato Salvatori)
- 1974 : Chinatown : Lou Escobar (Perry Lopez)
- 1974 : Un silencieux au bout du canon : J.C. Davis (Jim Watkins)
- 1974 : Lucky Luciano : Sal Vizzini (Charles Siracusa)
- 1975 : Mr. Ricco de Paul Bogart : George Cronyn (Eugene Roche)
- 1975 : Le Tigre de papier : l'ambassadeur japonais (Toshirō Mifune)
- 1975 : Le Cogneur : Jho, le soldat américain (Jho Jenkins)
- 1975 : La Route de la violence : le routier interrogé (Bud Brown) et Johnny, le patron de l'entreprise de transports[Qui ?]
- 1975 : La Kermesse des aigles : Ace (James S. Appleby)
- 1976 : Marathon Man : Peter Janeway (William Devane)
- 1976 : La Bataille de Midway : le commandant Delaney (Larry Csonka)
- 1976 : Buffalo Bill et les Indiens : Oswald Dart (Robert DoQui)
- 1976 : Josey Wales hors-la-loi : « Trois As » (Royal Dano)
- 1976 : Missouri Breaks : Cy (John Ryan)
- 1976 : Portrait de groupe avec dame : Werner Hoyser (Peter Kern)
- 1976 : Les Mercenaires : Edward Woods (Ian Yule)
- 1976 : La Grande Bagarre : Capoccio de Rome (Eros Pagni)
- 1977 : La Fièvre du samedi soir : le DJ (Monty Rock III) (1er doublage)
- 1977 : Black Sunday de John Frankenheimer : Nageeb (Victor Campos)
- 1978 : Le Jeu de la mort : Carl Miller (Bob Wall) (1er doublage)
- 1978 : La Cible étoilée : Lucky Luciano (Lee Montague)
- 1978 : Le Jeu de la puissance : le pilote de l'avion (Alan Rosenthal)
- 1978 : Graffiti Party : « Ours » (Sam Neville)
- 1978 : Doux, dur et dingue : le manager de Church (Michael Mann) et un camionneur (Mike Wagner)
- 1978 : L'Empire de la passion : Gisaburo (Takahiro Tamura)
- 1978 : American College : Otis Day (DeWayne Jessie)
- 1978 : Un mariage : Dr Jules Meecham (Howard Duff)
- 1978 : Betsy : Jake Weinstein (Joseph Wiseman)
- 1979 : Apocalypse Now : le lieutenant Phillips (Albert Hall) (1er doublage)
- 1979 : L'Évadé d'Alcatraz : John Anglin (Fred Ward)
- 1979 : Les Muppets, le film : un vendeur de ballons (Richard Pryor)
- 1979 : L'Arme au poing : Manley Reckford (Frank Singuineau)
- 1979 : Le Putsch des mercenaires : Sixpence Chiretzi (Ken Gampu)
- 1979 : Les Seigneurs : Roger (Samm-Art Williams)
- 1980 : Flash Gordon : le Prince Thun d'Ardentia (George Harris)
- 1980 : Bronco Billy : le chanteur de country dans le bar (Merle Haggard)
- 1980 : Le Lion du désert : le colonel Diodece (Raf Vallone)
- 1980 : Au boulot... Jerry ! : Bo Hopper (Jerry Lewis)
- 1982 : Gandhi : Sardar Vallabhbhai Patel (Saeed Jaffrey)
- 1982 : Y a-t-il enfin un pilote dans l'avion ? : Bud Kruger (Rip Torn)
- 1982 : Frances : M.. Bebe (Allan Rich)
- 1983 : La Quatrième Dimension : le passager (Dan Aykroyd)
- 1983 : Et vogue le navire… : Aureliano Fuciletto (Victor Poletti)
- 1984 : Ras les profs ! : M. Pilikian (Ronald Hunter)
- 1984 : Les Guerriers des étoiles : Zeno (Ron Perlman)
- 1985 : La Cage aux folles 3 : Renato Baldi (Ugo Tognazzi)
- 1985 : L'Honneur des Prizzi : Angelo « Pop » Partanna (John Randolph)
- 1985 : Baby : Le Secret de la légende oubliée : le colonel Nsogbu (Olu Jacobs)
- 1985 : Perfect : Bobby (Tracy Bayne)
- 1985 : Remo sans arme et dangereux : Conrad MacCleary (J.A. Preston)
- 1987 : Wall Street : Carl Fox (Martin Sheen)
- 1988 : La Bête de guerre : Daskal (George Dzundza)
- 1988 : Jumeaux : Webster (Marshall Bell)
- 1988 : Un prince à New York : M. Landlord (Frankie Faison)
- 1990 : 48 Heures de plus : Malcolm Price (Ted Markland)
- 1990 : The Two Jakes : J.J. « Jake » Gittes (Jack Nicholson)
- 1990 : Joe contre le volcan : Waturi Frank (Dan Hedaya)
- 1990 : Xtro 2 : Activités extra-terrestres : le Dr Ron Shepard (Jan-Michael Vincent)
- 1991 : Rage in Harlem : Easy Money (Danny Glover)
- 1991 : Le Dernier Samaritain : le lieutenant Benjamin Bessalo (Joe Santos)
- 1993 : Le Fils de la Panthère rose : commissaire Charles Dreyfus (Herbert Lom)

#### Animation
- 1985 : Astérix et la Surprise de César : Jules César
- 1985 : Taram et le Chaudron magique : le narrateur (1er doublage)
- 1986 : Astérix chez les Bretons : Jules César
- 2004 : Gang de requins : Don Brizzi

### Télévision

#### Séries télévisées
- Peter Falk dans :
  - La Quatrième Dimension : Ramis Clemente
  - Columbo : le lieutenant Frank Columbo
  - L'Homme qui valait trois milliards : Barney Miller
- La Quatrième Dimension : Edward Hall (Richard Conte) (épisode La Poursuite du rêve)
- Mission impossible : Willy Armitage (Peter Lupus) (1re voix)
- Le Renard
  - 1978 : Kurt Bernhard (Norbert Kappen (de)) (saison 2, épisode 11 : Vengeance)
  - 1979 : Jurisch  (Arthur Brauss) (saison 2, épisode 12 : Le joueur)
- Mike Hammer : Mike Hammer (Stacy Keach)
- Le Parrain : Virgil « Le Turc » Sollozzo (Al Lettieri)
- Galactica : le lieutenant Boomer (Herb Jefferson Jr.)
- Shogun : Vasco Rodrigues (John Rhys-Davies)
- Magnum : Terry (Roger E. Mosley) (1re voix)
- Drôles de dames : Gene Wells (Don Gordon)
- Karine et Ari : le chien Ari
- Papa Schultz : le sergent Kinchloe (Ivan Dixon)
- Deux ans de vacances (1974) : Pike
- Code Quantum : le shérif Hazlitt (Tom Everett) - Saison 2, ép. 16 "Aux portes de la mort"
- Buck Rogers : Koren (Albert Popwell) - Saison 1 ép. 12 "Le surdoué" (1979-80)
- Inspecteur Derrick :
  - 1975 : Oskar Holler (Werner Kreindl (de)) (ép. 4 : Le bus de minuit)
  - 1985 : Fred Stargard (Henry van Lyck) (ép. 128 : L'imagination d'Helga)
  - 1985 : Rohner (Heinz Bennent) (ép. 134 : La danseuse)
  - 1985 : Walter Bohl (Henry van Lyck) (ép. 135 : Une famille unie)
  - 1993 : Arnold Soske (Claus Biederstaedt) (ép. 225 : Doris)
  - 1996 : Richard Kroll (Uwe Friedrichsen (de)) (ép. 260 : L'écho de la mort)
- Starsky et Hutch :
  - 1978 : Nick Dombarris (Robert Riesel) (saison 1, épisode 20 : Yoyo)
  - 1982 : Alexander Drew (Joel Fabiani) (saison 2, épisode 8 : Le Professionnel)
  - 1983 : Al Grossman (Mike Kellin) (saison 2, épisode 3 : La Fille)
  - 1984 : Monk (Geoffrey Lewis) (saison 1, épisode 5 : Tant va la cruche à l'eau)
- Siska :
  - 1999 : Hermann Eckolt (Uwe Friedrichsen (de)) (Saison 2, ép. 2)

#### Téléfilms
- Peter Falk dans :
  - Inculpé de meurtre (1968) : le lieutenant Frank Columbo
  - Rançon pour un homme mort (1971)[8] : le lieutenant Frank Columbo
  - Al et Willie (1996) : Willie Clark
  - Les Aventuriers du monde perdu (2001) : le révérend Theo Kerr
  - Une ville sans Noël (2001) : Max
  - À la recherche de John Christmas (2003) : Max
  - Deux anges dans la ville (2003) : Max
  - Un bateau de rêve (2003) : James « Pop Up » Morse
- Burt Reynolds dans :
  - La Gloire oubliée (1993) : Jack Robinson
  - Universal Soldier 2 : Frères d'armes (1998) : le mentor
  - Universal Soldier 3 : Ultime vengeance (1999) : le mentor

Mais aussi :
- 1966[9] : Un nommé Kiowa Jones : Skoda (Nehemiah Persoff)
- 1971 : La Dernière Chance : Barstow (Edward Asner)
- 1972 : Adventures of Nick Carter : Lloyd Deams (Sean Garrison)
- 1972 : Chasseur de primes (en) : Kinkaid (Clint Walker)
- 1972[10] : Un dangereux rendez-vous : Gus (Mike Kellin)
- 1973 : La Disparition : Tom King (Ned Beatty)
- 1973 : Chantage à Washington : Paul Savage (Martin Landau)
- 1975 : La Nuit qui terrifia l'Amérique : Hank Muldoon (Vic Morrow)
- 1976 : Raid sur Entebbe : général Dan Shomron (Charles Bronson)
- 1982 : Le Survivant des glaces : Red Loon (Willie Nelson)
- 1984 : Nuits secrètes : Jo Stiarkoz (Terence Rigby)
- 1985 : Prête-moi ta vie : Richard Blackwell (James Faulkner)

#### Série animée
- 1991 : Les Aventures de Tintin : Rastapopoulos

#### Publicités
- 1988 : Les Mystères de Pékin (jeu de société) : voix-off

### Radio
- 1987 : Voix d'antenne d'Europe 2
- 1988 : Crime Story sur Europe 1

### Livres audio
- La légende D'Albech Ramos (1967) : narrateur
- Le Petit Chaperon rouge (1978) : voix du méchant loup
- Tom Sawyer et ses amis (2001) : voix du shérif
- La Colline des rosiers (2003) : narrateur